# Neocalyptis taiwana
Neocalyptis taiwana es una especie de polilla del género Neocalyptis, categorizada en la tribu Archipini, de la subfamilia Tortricinae.

## Distribución
Se distribuye por China.

## Taxonomía
Fue descrita por Razowski en 2000 y publicada en (Neocalyptis), Zool. Studies 39: 324.